# セルフ・ハンディキャッピング

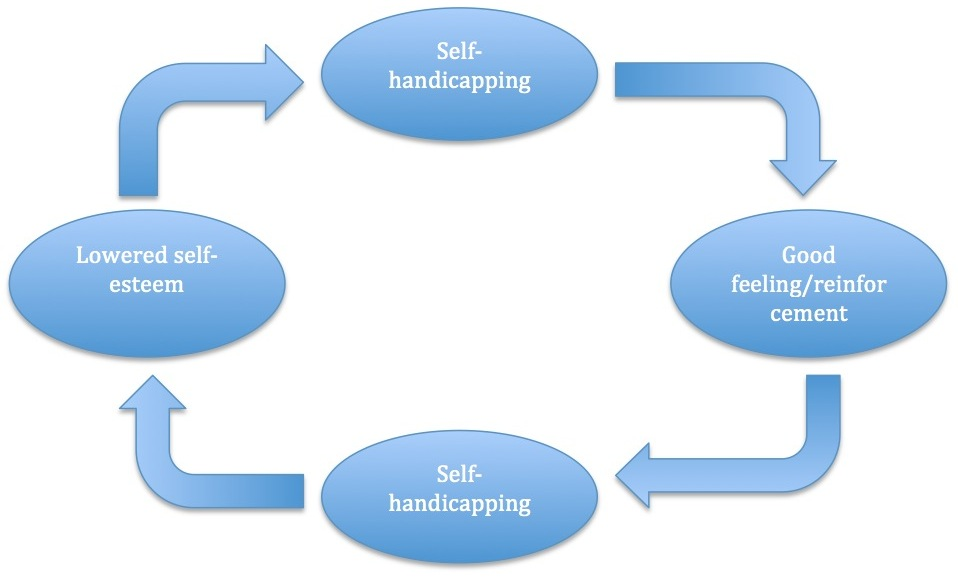
セルフ・ハンディキャッピングにおける強化の循環的描写

セルフ・ハンディキャッピング（英: Self-handicapping）とは、失敗の可能性によって自尊心が傷つくことを回避するために、努力を避ける認知戦略である。これは最初にエドワード・E・ジョーンズとスティーブン・バーグラスによって理論化された。彼らによると、セルフ・ハンディキャップとは、パフォーマンスの失敗を予期して個人が作り出す、または主張する障害物のことである。
セルフ・ハンディキャッピングは自尊心を保護する方法として見ることができるが、自己高揚や他者に対する印象管理のためにも使用される。この自尊心の保存または増強は、セルフ・ハンディキャッピングがもたらす成功と失敗に対する帰属の変化によるものである。人々はセルフ・ハンディキャッピングには2つの方法を使用する：行動的および主張的セルフ・ハンディキャップである。人々は能力の公的および私的自己イメージを維持するために、努力を控えたり成功への障害を作り出したりする。
セルフ・ハンディキャッピングは人間の間で広く見られる行動であり、様々な文化や地理的領域で観察されている。例えば、学生は授業でうまく行かなかった場合に自分自身について悪く感じることを避けるために、頻繁にセルフ・ハンディキャッピング行動に参加する。セルフ・ハンディキャッピング行動はビジネスの世界でも観察されている。セルフ・ハンディキャッピングの影響は大小さまざまであり、人々がパフォーマンスを期待されるほぼすべての環境で見られる。

## 概要と関連性
人々がセルフ・ハンディキャッピングに使用する最初の方法は、その課題を成功裏に完了できないことを恐れて自分自身でタスクを困難にすることであり、実際に失敗した場合には、自分自身を責めるのではなく障害物のせいにすることができる。これは研究者によって「行動的」ハンディキャッピングと呼ばれており、個人が実際にパフォーマンスへの障害を作り出す。行動的ハンディキャップの例としては、アルコール摂取、達成不可能な目標の選択、タスクや技術（特にスポーツや芸術において）の練習拒否などがある。これらの行動には、先延ばし、否定的期待の自己成就予言、学習性無力感、セルフ・ハンディキャッピング、成功回避、自己調整の失敗、中毒、リスクの高い行動などが含まれる。
人々がセルフ・ハンディキャップする2つ目の方法は、潜在的な失敗の正当化を考え出すことであり、課題に成功しなかった場合、彼らの失敗の理由として言い訳を指摘することができる。これは「主張的」セルフ・ハンディキャッピングと呼ばれ、個人は単にパフォーマンスへの障害が存在すると主張する。主張的セルフ・ハンディキャップの例としては、身体的症状を経験していると宣言することが含まれる。人々がこれらの行動に携わるとき、彼らは自分自身の自尊心を守るため、または不快な感情を減少させたり抑制したりするためにそうしている。これらの行動パターンはさまざまなパーソナリティ障害のカテゴリに分類され、その中には依存性、境界性パーソナリティ障害、強迫性パーソナリティ障害などが含まれる。
セルフ・ハンディキャッピング行動により、個人は失敗を外部化し成功を内部化することができ、成果に対しては評価を受け入れつつ、失敗に対しては言い訳を許容する。不安定な自尊心を示す個人は、失敗を外部化し成功を内部化するための試みとして、行動や成果設定の選択によってセルフ・ハンディキャッピング行動を示す可能性が高い。セルフ・ハンディキャッピングの例として、重要な試験の前夜に勉強せずにパーティーに行く学生が挙げられる。学生は試験に失敗し、無能に見えることを恐れている。試験前夜にパーティーに行くことで、学生は自己敗北的行動に従事し、試験成績不良の可能性を高めている。しかし、失敗した場合、学生は能力の欠如ではなく、疲労や二日酔いを妥当な説明として提供できる。さらに、学生が試験について肯定的なフィードバックを受けた場合、ハンディキャップにもかかわらず成功したという事実によって彼の達成感は高まる。失敗の可能性に直面したとき、学生は全体的な努力の減少、作業に適切な時間を割り当てない、または作業を延期・先延ばしするなどの行動を示す。最終的な目標は、学業の失敗を自分の能力以外のもののせいにする方法を見つけることである（Torok et. al 2018）。この研究の知見は、フェスティンガーの社会的比較理論（Festinger 1954）と対立している。この社会的比較理論では、自分の環境に基づいて情報を得て、能力についてのフィードバックを得ることは人間の基本的な動機であり、失敗のために自分を設定し、責任を取ることを拒否することではないとされている。
セルフ・ハンディキャッピング現象の発見により関連した、似たような背景と基礎を持つ理論は、コビントンの自己価値理論である。コビントンの理論によれば、今日の学校には「ゼロサム採点システム」があるという。これは教室で利用可能な報酬が限られており、一人の学生が勝つということは、他の学生が常に負けることになるという意味である（Covington 1992）。個人の自己価値は、知覚されたパフォーマンスと能力に基づいている。コビントンとオメリッチは努力を「諸刃の剣」と表現している。これは、学生が教師から罰せられることを避けるために努力をする緊急感を感じ、その結果として否定的な感情や罪悪感を経験することを意味する。同時に、学生は努力した結果が失敗に終わった場合に、屈辱や恥などの感情を経験する可能性のある努力をする機会にも直面している。もし努力が失敗に終わると証明された場合、彼らは自分が失敗者として見られると信じている。コビントンによれば、これは学生には2つの選択肢しかないことを意味する。1つ目は、努力を拒否し、失敗や知覚された罰の否定性を受け入れることである。2つ目は、実際に努力することであり、これは脆弱感を生み出し、知性がないか適切な能力が欠けているとして判断されるドアを開くことである。このため、多くの学生が自分自身と知覚されたポジティブな自己イメージを保護するための最後の手段として、このセルフ・ハンディキャッピングのメカニズムを使用しているのを見ることができる。

### 個人差
人々はセルフ・ハンディキャッピングの程度が異なり、個人差に関する研究のほとんどはセルフ・ハンディキャッピング尺度（SHS）を使用している。SHSは自尊心を保護する手段として言い訳を使用したりハンディキャップを作り出したりする個人の傾向を測定する手段として開発された。これまでの研究では、SHSは適切な構成概念妥当性を持つことが示されている。例えば、SHSで高得点を取る個人は、与えられたタスクでうまくパフォーマンスする能力に懸念を持つ場合、より少ない努力を払い、練習を少なくする。彼らはまた、低セルフハンディキャッパー（LSH）と評価された人々よりも、パフォーマンス前に成功を妨げる可能性のある障害や外部要因について言及する可能性が高い。
多くの特性がセルフ・ハンディキャッピングと関連している（例：病気不安症）、研究によれば、セルフ・ハンディキャッピングをより行いやすい人は、そのような防衛戦略に頼らない人と比較して動機付けが異なる可能性がある。例えば、失敗への恐れや失敗時の恥辱や困惑に対する感受性の高さが、セルフ・ハンディキャッピング行動を動機付ける。失敗を恐れる学生は、教室でパフォーマンス目標を採用する傾向がより高く、または能力の実証や無能の実証回避に焦点を当てた目標を持ち、これらの目標は失敗への感受性を高める。
例えば、学生は能力の欠如を示唆するような悪いパフォーマンスをしないという目標で、コース試験に取り組むかもしれない。能力の帰属と失敗の恥を避けるために、学生は試験の準備を適切に行わない。これは一時的な安心をもたらすかもしれないが、自分の能力概念をより不確かにし、さらなるセルフ・ハンディキャッピングにつながる。

### 性差
研究によれば、主張的セルフ・ハンディキャップは男女ともに使用されているが、いくつかの研究では有意な差が報告されている。報告されたセルフ・ハンディキャッピングの差異を評価する研究では、性差がないまたは女性の方がセルフ・ハンディキャッピングが大きいという結果が示されているが、研究の大部分は、男性の方が行動的にセルフ・ハンディキャップする傾向が高いことを示唆している。これらの違いは、男性と女性が努力の概念に異なる価値を置くことによってさらに説明される。

## 主要な理論的アプローチ
セルフ・ハンディキャッピングの行為に関する研究のルーツは、アドラーの自尊心についての研究にまでさかのぼることができる。1950年代後半、ゴフマンとハイダーは印象管理のための外向的行動の操作に関する研究を発表した。セルフ・ハンディキャッピング行動が内部要因に起因すると言われたのは、それから30年後のことだった。この時点まで、セルフ・ハンディキャッピングにはアルコールや薬物などの外部要因の使用のみが含まれていた。セルフ・ハンディキャッピングは通常、実験的環境で研究されるが、観察的環境で研究されることもある。
過去の研究では、セルフ・ハンディキャッピングは自分の能力に対する不確実性や、より一般的には、自尊心への予期される脅威によって動機づけられることが確立されている。セルフ・ハンディキャッピングは自己提示的関心によって悪化する可能性があるが、そのような関心が最小限である状況でも発生する。

## 主要な実証的知見
セルフ・ハンディキャッピングに関する実験は、人々がなぜセルフ・ハンディキャップするのか、そしてそれが人々にどのような影響を与えるのかを描写してきた。セルフ・ハンディキャッピングは実験室と実世界の両方の環境で観察されている。セルフ・ハンディキャッピングの心理的・身体的影響を研究することで、研究者は態度とパフォーマンスに対するそれが持つ劇的な影響を目撃することができた。
ジョーンズとバーグラスは、実際のパフォーマンスに関係なく、問題解決テスト後に人々に肯定的なフィードバックを与えた。参加者の半分には比較的簡単な問題が与えられ、残りの半分には難しい問題が与えられた。その後、参加者は「パフォーマンス向上薬」と阻害する薬のどちらかを選択する機会が与えられた。難しい問題を受け取った参加者の方が阻害薬を選ぶ傾向が高く、簡単な問題に直面した参加者はパフォーマンス向上薬を選ぶ傾向が高かった。難しい問題を提示された参加者は、彼らの成功が偶然によるものだと信じ、将来のパフォーマンス不振に対する外部帰属（「言い訳」と呼ばれるもの）を探していたため、阻害薬を選んだと主張されている。
より最近の研究では、一般的に、人々は自分の自尊心を守るためにハンディキャップを喜んで使用するが（例：失敗を割り引く）、自己高揚のためにそれらを使用することにはより消極的であることがわかっている（例：成功に対してさらに称賛するため）。ローデワルト、モルフ、ハズレット、およびフェアフィールド（1991）は、セルフ・ハンディキャッピング尺度（SHS）で高得点または低得点で、自尊心が高いまたは低い参加者を選択した。彼らは参加者にハンディキャップを提示し、その後成功または失敗のフィードバックを与え、参加者に自分のパフォーマンスに対する帰属を行うよう求めた。結果は、自己保護と自己高揚の両方が発生したが、それは自尊心のレベルとセルフ・ハンディキャップの傾向のレベルの関数としてのみであることを示した。自尊心のレベルに関係なく、高いセルフハンディキャッパーの参加者は、自己保護の手段としてハンディキャップを使用したが、自尊心が高い参加者のみがハンディキャップを自己高揚のために使用した。
さらなる研究では、ローデワルト（1991）は参加者の半分だけにハンディキャップを提示し、成功と失敗のフィードバックを与えた。結果は自己保護の証拠を提供したが、自己高揚の証拠は提供しなかった。失敗フィードバック、ハンディキャップ不在グループの参加者は、自分の失敗を自分の能力の欠如のせいにし、ハンディキャップ存在、失敗フィードバック条件よりも低い自尊心を報告した。さらに、ハンディキャップ存在失敗グループは、成功グループと同等のレベルの自尊心を報告した。この証拠は、自己保護におけるセルフ・ハンディキャップの重要性を強調しているが、自己高揚のためにハンディキャップが機能するという証拠は提供していない。
マーティン・セリグマンと同僚による別の実験では、説明スタイルと水泳選手のパフォーマンスの間に相関関係があるかどうかが調査された。予備イベントで虚偽の悪いタイムを与えられた後、悲観的な方法で自分の不振を正当化した水泳選手は、後のパフォーマンスでもっと悪い結果を示した。対照的に、悪い水泳タイムに関してより楽観的な帰属を持っていた水泳選手のその後のパフォーマンスは影響を受けなかった。肯定的な帰属を持っていた人々は、セルフ・ハンディキャッピングをしていたため、虚偽のタイムが与えられた後でも成功する可能性が高かった。彼らは自分の失敗を外部要因のせいにし、自分自身を責めなかった。したがって、彼らの自尊心は無傷のままであり、これがその後のイベントでの成功につながった。この実験は、セルフ・ハンディキャッピングが個人に与える肯定的な影響を示している。なぜなら、彼らが失敗を外部要因に帰属した場合、失敗を内面化せず、心理的に影響を受けないからである。
過去の研究では、セルフ・ハンディキャッピングの結果について調査され、セルフ・ハンディキャッピングは（少なくとも短期的には）より肯定的な気分につながることが示唆されている、あるいは少なくとも失敗後のポジティブな気分の低下から守る。したがって、セルフ・ハンディキャッピングは自尊心を保護する過程で感情を調節する手段として機能する可能性がある。しかし、過去の証拠に基づくと、肯定的な気分が成功と失敗に対する自己防衛的帰属を動機づけ、ネガティブなフィードバックの回避を増加させることから、最近の研究は気分をセルフ・ハンディキャッピングの先行要因として焦点を当てており、肯定的な気分がセルフ・ハンディキャッピング行動を増加させることが期待されている。結果は、肯定的な気分にある人々は、将来のパフォーマンスを危険にさらすコストであっても、セルフ・ハンディキャッピングに従事する可能性が高いことを示している。
研究によれば、セルフ・ハンディキャップする人々の間では、自己課した障害物がパフォーマンスのプレッシャーを和らげ、タスクにより関与できるようにする可能性がある。これはいくつかの状況で一部の個人にとってパフォーマンスを向上させるかもしれないが、一般的に、研究はセルフ・ハンディキャッピングがパフォーマンス、自己調整学習、持続性および内発的動機付けと負の関連があることを示している。セルフ・ハンディキャッピングの追加的な長期的コストには、より悪い健康と幸福、より頻繁なネガティブな気分、および様々な物質のより高い使用が含まれる。
ザッカーマンとツァイは、複数の月にわたって2回の機会に大学生の間でセルフ・ハンディキャッピング、幸福感、およびコーピングを評価した。最初の機会に評価されたセルフ・ハンディキャッピングは、否定、他者責め、自己批判によって問題に対処すること、うつ病および身体的訴えを予測した。うつ病と身体的訴えもまた、その後のセルフ・ハンディキャッピングを予測した。したがって、セルフ・ハンディキャッピングの使用は、自分の能力に対する不確実性だけでなく、不幸にもつながる可能性があり、これが今度はセルフ・ハンディキャッピングへのさらなる依存につながる可能性がある。

## 応用
この概念には多くの実世界の応用がある。例えば、人々はタスクでパフォーマンスが悪くなると予測すると、薬物やアルコールを消費するなどの障害を作り出し、実際に失敗した場合に自分自身から非難をそらしたと感じることができる。さらに、人々がセルフ・ハンディキャップするもう一つの方法は、失敗した場合に備えて既製の言い訳を作ることである。例えば、学生がテストでうまくいかないと感じている場合、テストの朝に気分が良くないと友人に伝えるなど、潜在的な失敗に対する言い訳を作り出すかもしれない。

### スポーツでの発生
過去の研究では、体育（PE）では学生が自分の身体能力を明示的に表示する必要があり、無能力が他者によって容易に観察される可能性があるため、PEはセルフ・ハンディキャッピングを観察するのに理想的な環境であることが示唆されている。スポーツ界での普及に伴い、セルフ・ハンディキャッピング行動はスポーツパフォーマンスを向上させることに関心のあるスポーツ心理学者の興味を引くようになった。2017年に発表された研究では、自尊心がセルフ・ハンディキャッピングに対して負の影響を持つことが示された。彼らは熟達目標に関しては、自尊心からの肯定的な影響があることを発見した。また、自尊心がパフォーマンス回避目標に対して負の効果をもたらすことも示唆された。この研究の知見は、個人の自尊心を改善し、パフォーマンス回避目標の数を減らしながら熟達目標に向かって努力することが、体育でのセルフ・ハンディキャッピングを減らすための適切な戦略であることを示している。最近の研究では、行動的および主張的セルフ・ハンディキャップと運動パフォーマンスの関係や、セルフ・ハンディキャッピングが運動パフォーマンス前の不安と失敗恐怖に及ぼす影響が調査されている。

## 論争
一つの論争はワイオミング大学で行われた研究で明らかになった。過去の研究では、セルフ・ハンディキャッピング行動と自尊心の向上の間に負の相関関係が示されていた。また、自分自身のポジティブな属性に焦点を当てる人々はセルフ・ハンディキャップする可能性が低いことも示されていた。しかし、この研究では、この主張は部分的にしか正確ではないことが示されている。なぜなら、セルフ・ハンディキャッピングの減少は、現在の自尊心リスクとは関係のない領域でのみ明らかだからである。その結果、自尊心を保護しようとする試みは、その領域での将来の成功にとって害となる。